# Vaccinium confertum
Vaccinium confertum là một loài thực vật có hoa trong họ Thạch nam. Loài này được Kunth miêu tả khoa học đầu tiên năm 1818.